# Stade de Mata-Utu
Das Stade de Mata-Utu ist ein Mehrzweckstadion in Mata-Utu auf der Südseeinsel Uvea im französischen Überseegebiet Wallis und Futuna. Es wird überwiegend für Fußballspiele genutzt. Das Stadion bietet Platz für bis zu 2000 Zuschauer.